# Mrs. Winner's Chicken & Biscuits
O Mrs. Winner's Chicken and Biscuits é um restaurante regional de fast food do sudeste dos Estados Unidos, especializado em frango frito. O Mrs. Winner's é conhecido principalmente por seu frango frito e biscoitos oferecidos.

## História
O Mrs. Winner's foi fundado em 1970 por Jack C. Massey. A empresa operacional de Massey, Volunteer Capital, comprou a cadeia de 21 restaurantes Granny's of Atlanta de L.S. Hartzog e os rebatizou de Mrs. Winner's Chicken & Biscuits. Em 1982, a Volunteer Capital passou a se chamar Winners Corp. e, em dezembro, havia 64 restaurantes sob o guarda-chuva da Mrs. Winner's. Em 1984, a cadeia ostentava um total de 184 lojas, mas em 1989, após quatro anos de prejuízos, a empresa decidiu vender a franquia para a RTM Inc., a maior franqueada da Arby's, por cerca de US$ 30 milhões.
Em 2006, a Famous Recipe Company Operations, Inc., proprietária da franquia Lee's Famous Recipe, adquiriu a Mrs. Winners. Em agosto de 2007, havia 113 estabelecimentos na Carolina do Norte, Tennessee, Geórgia, Arkansas, Mississippi e Kentucky. A Mrs. Winner's entrou com pedido de falência em 2011, após vários anos de desempenho financeiro abaixo da média.
Em outubro de 2012, o nome comercial “Mrs. Winner's”, as marcas registadas, os direitos de franquia e todos os direitos de propriedade intelectual relacionados foram comprados por John Buttolph, o seu antigo advogado, e abriu-se um novo capítulo para a Mrs. Winner. Posteriormente, o Sr. Buttolph foi Presidente/CEO da Mrs. Winner's Holding Company, Inc. e das suas filiais, Mrs. Winner's Brand Management, LLC, Mrs. Winner's Franchising Group, LLC e Mrs. Winner's Operations durante muitos anos e, juntamente com o coproprietário e COO, Alton Shields, reconstruiu a marca. Buttolph e Shields venderam a Mrs. Winner's e todos os direitos de franquia/licenciamento à A La Carte Menu Services, Inc., uma filial da Gourmet Services, Inc., em abril de 2019.
Em novembro de 2024, restavam 16 locais, principalmente na Carolina do Norte e na Geórgia, com um local restante no Alabama e no Tennessee.